# Habkirchen
Habkirchen (en Sarrois Hakirche) est un quartier de la commune allemande de Mandelbachtal en Sarre. Frontalier avec la commune Mosellane de Frauenberg.

## Lieux et monuments

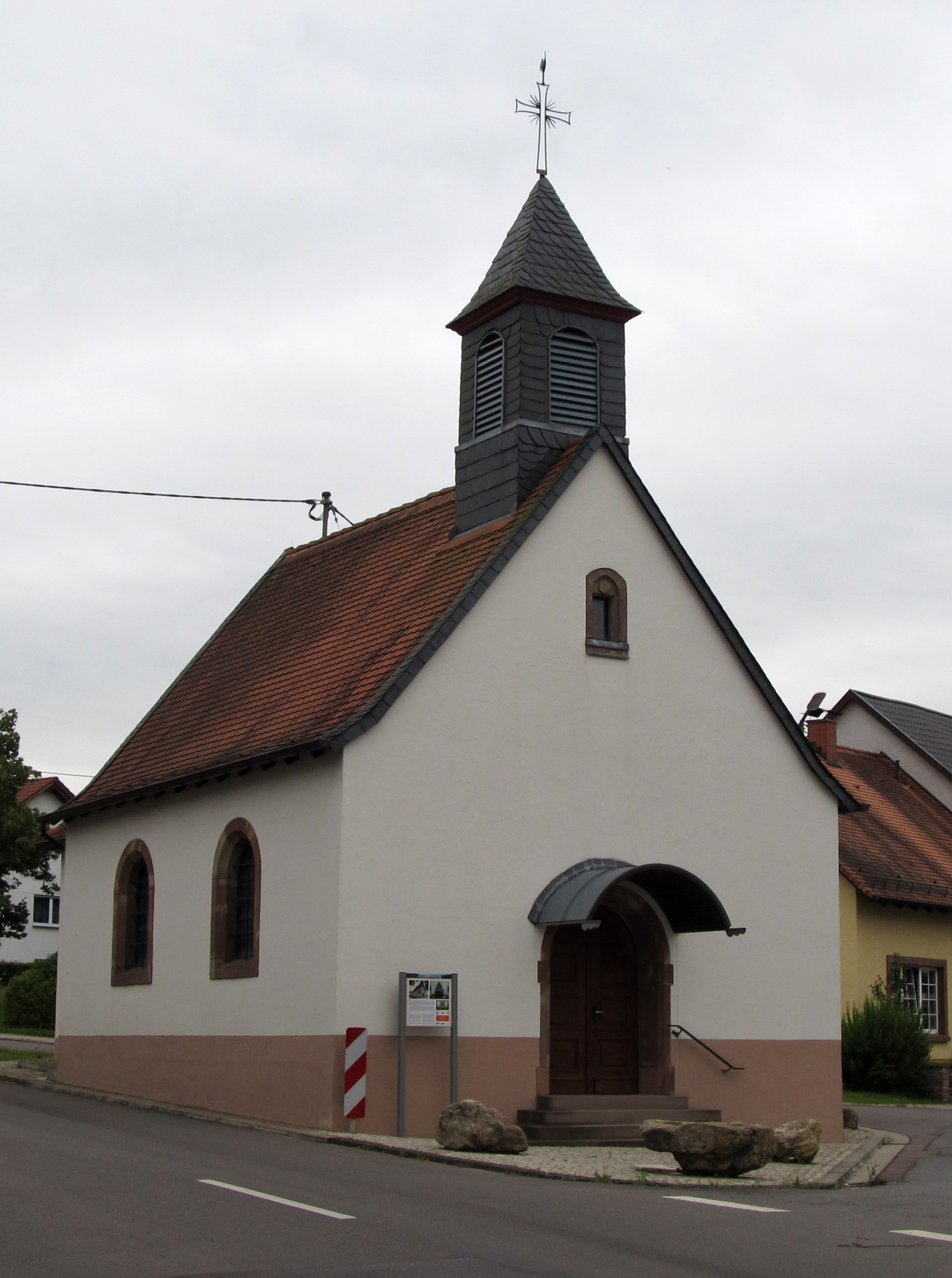
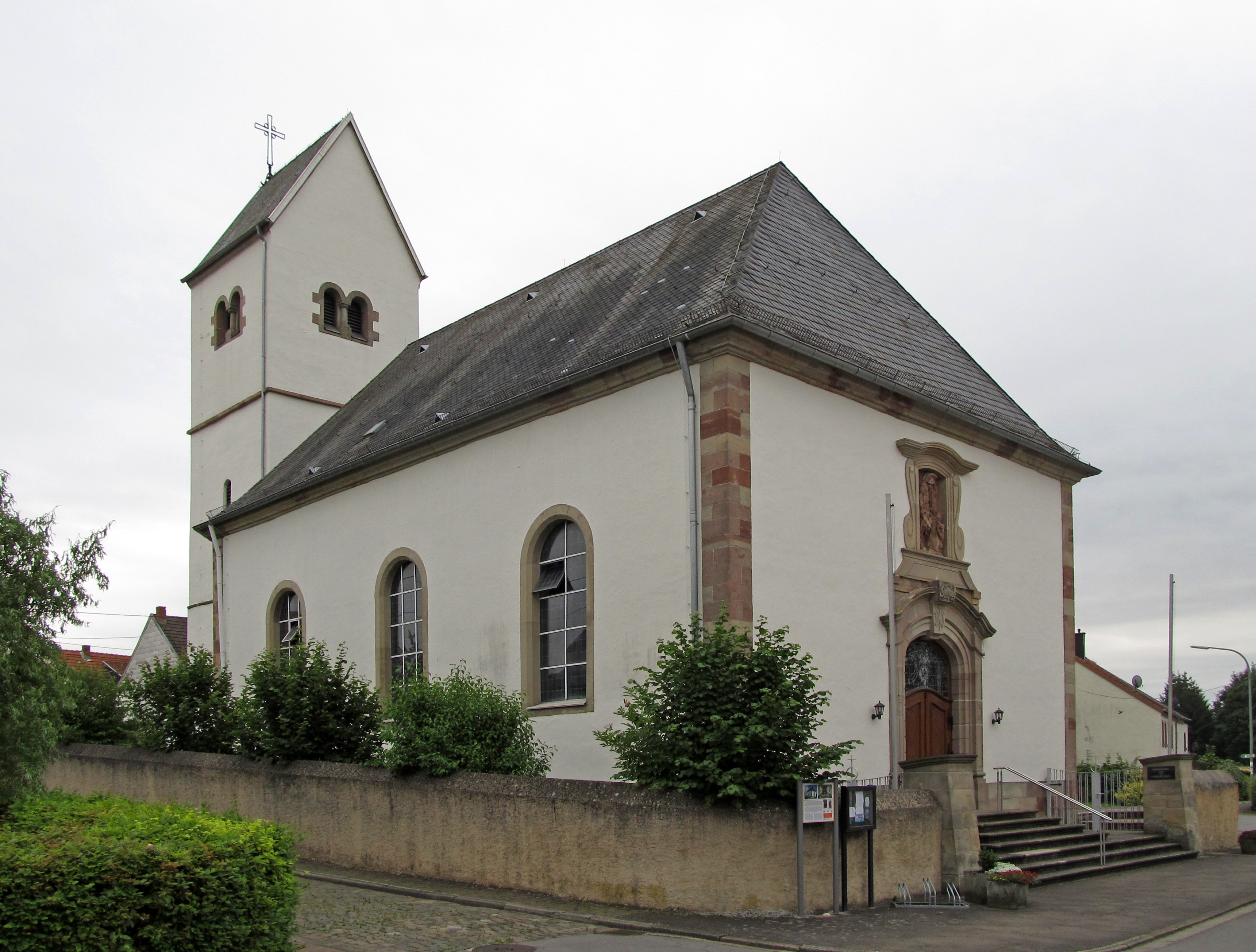
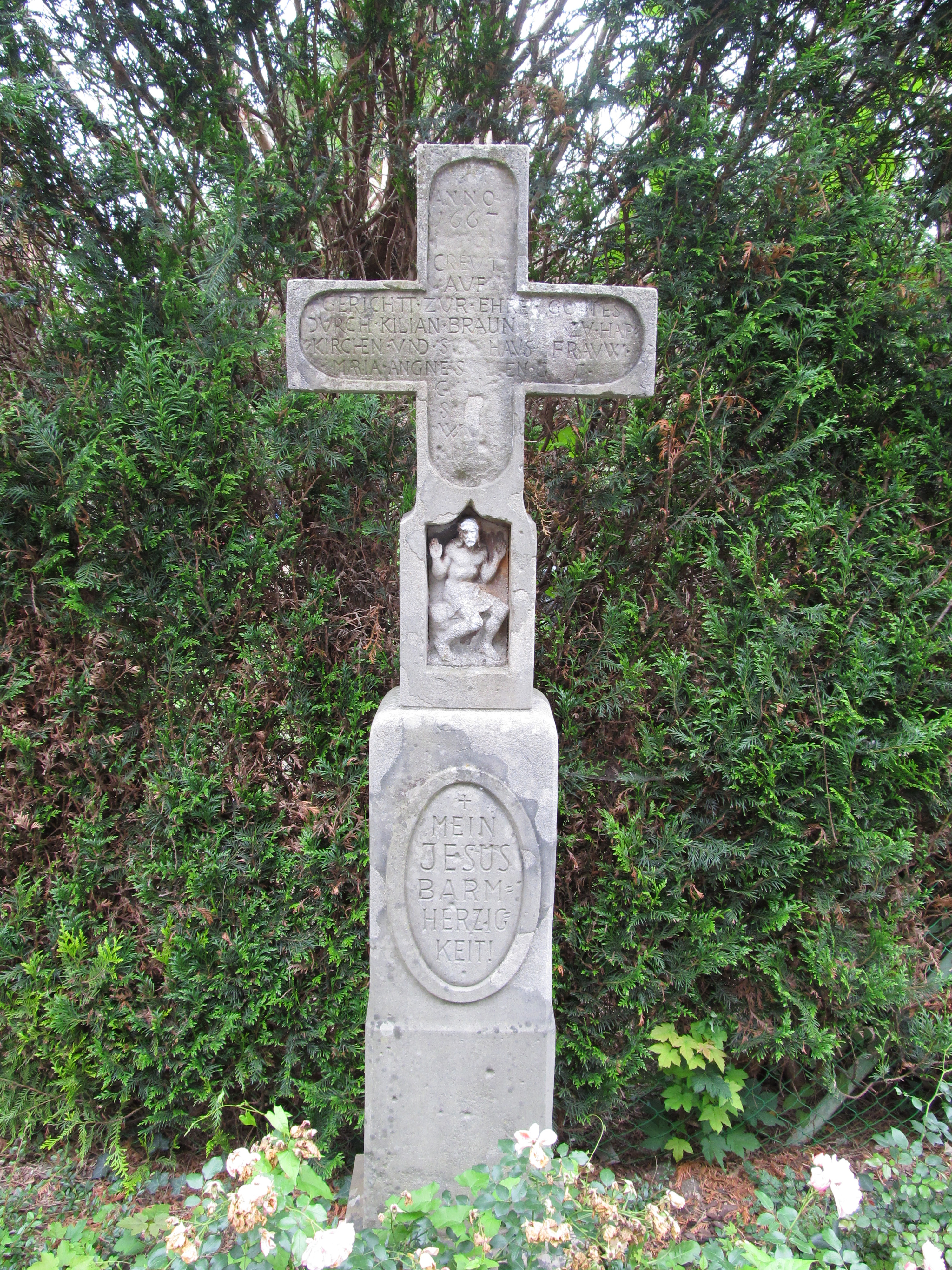
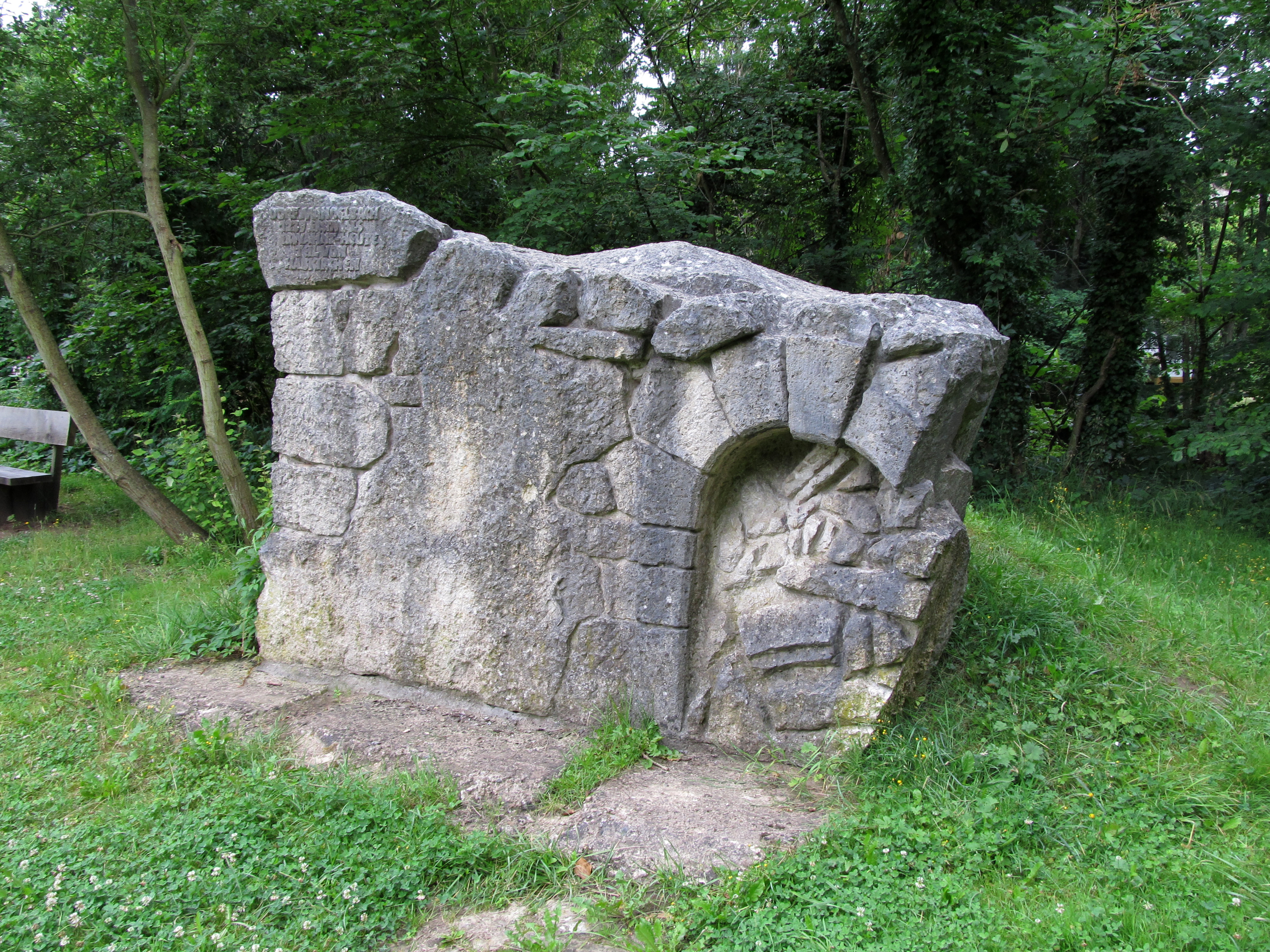
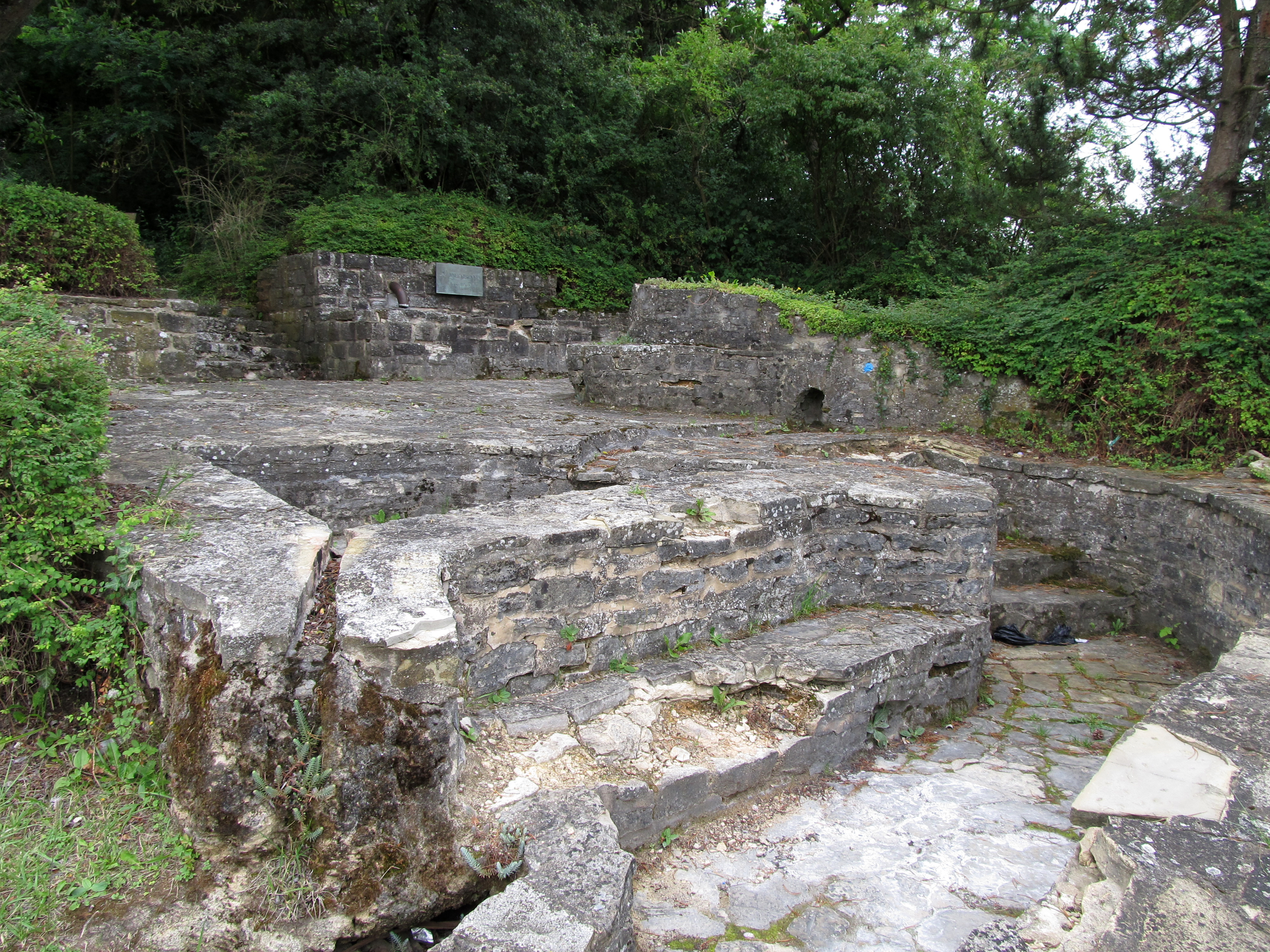
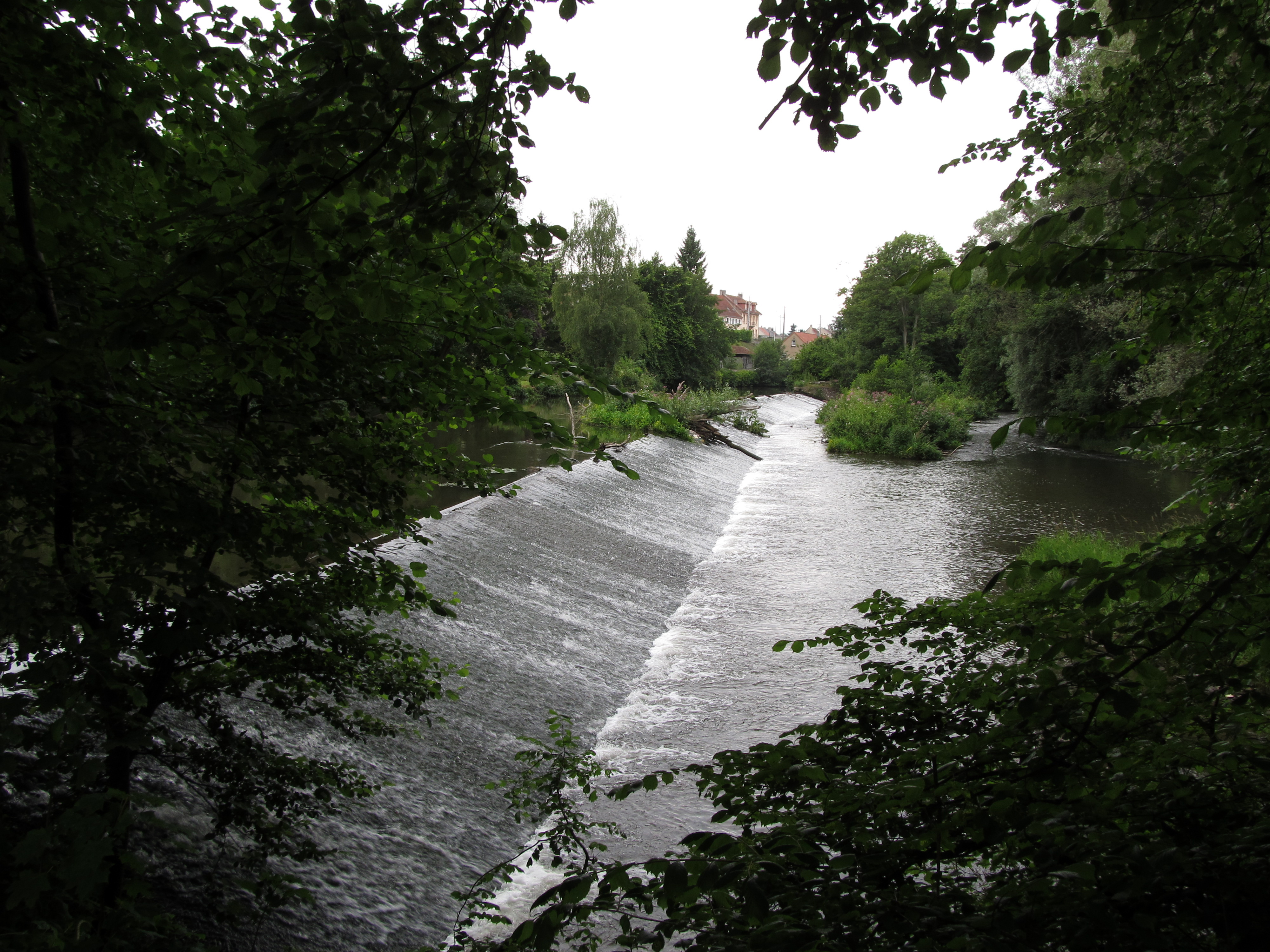
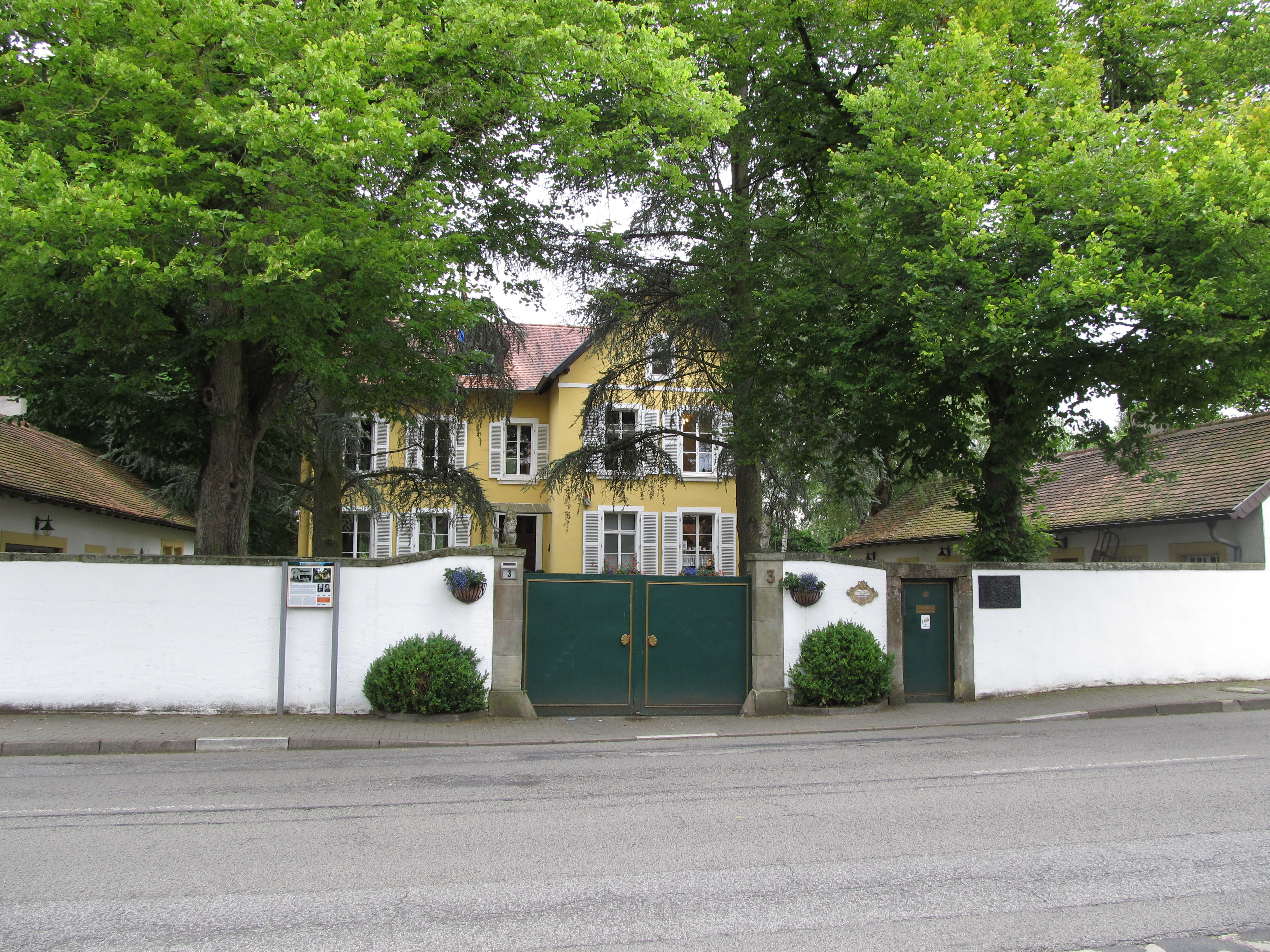
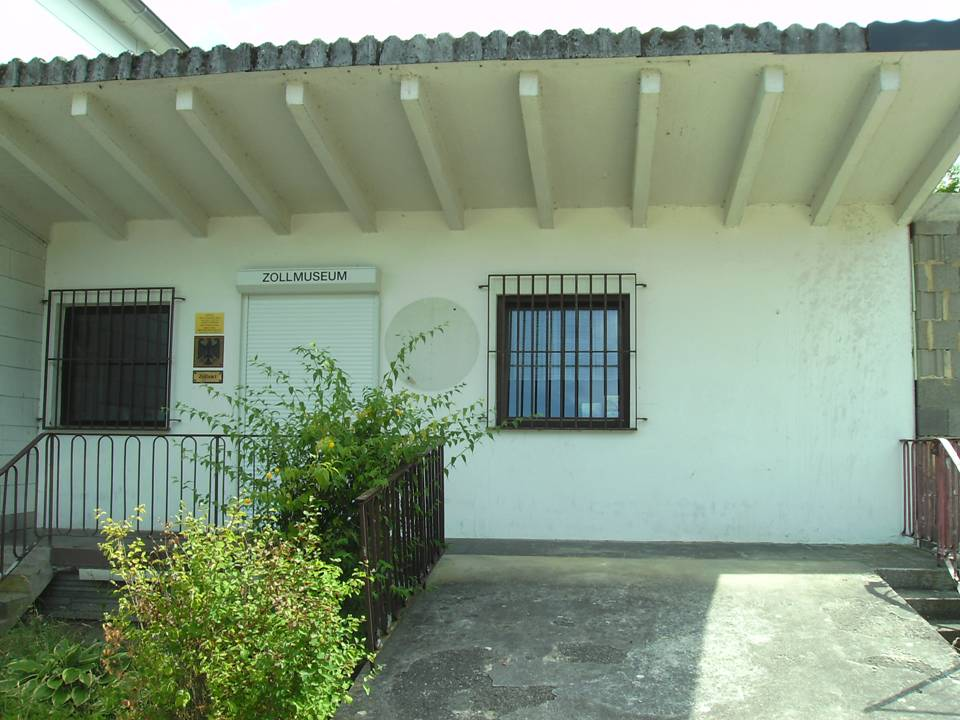